# Bingerville
Bingerville è una subprefettura e città della Costa d'Avorio, situata nel distretto autonomo di Abidjan.

## Toponomastica
Il nome della città deriva da quello dell'ufficiale ed esploratore francese Louis-Gustave Binger.